# Предвещает победу
«Предвещает победу» — советский чёрно-белый широкоэкранный художественный фильм 1978 года, снятый режиссёром Валерием Сиваком по сценарию Евгения Оноприенко на Киевской киностудии им. А. П. Довженко.
Премьера фильма состоялась 29 октября 1979 года. Фильм посмотрели 2 млн зрителей.

## Сюжет
В Донбассе во времена Советской власти группа бандитов пытается взорвать шахту, но им мешает инженер и редактор газеты. Бандиты устраивают засаду, но инженер обнаруживает взрывчатку и спасает себя и редактора, погибнув от пуль противников.

## В ролях
- Маргарита Криницына — Александра Ивановна Безродная, редактор газеты
- Анатолий Солоницын — Виктор Вершинин, инженер, дворянин, офицер
- Иван Гаврилюк — Власенко
- Всеволод Гаврилов — Кандауров, атаман
- Александр Граве — Пётр Андреевич Алтынников
- Виктор Мирошниченко — Горпенко
- Виктор Степаненко — Зайка
- Лев Перфилов — Йошка
- Любовь Фричак — Зинуля
- Николай Сектименко — Кашинцев
- Виктор Панченко — Ванечка
- Альберт Печников — Серебровский, старый управляющий шахты
- Людмила Лобза — Тата
- Евгений Мажуга — Рваный

## Съёмочная группа
- Режиссёр: Валерий Сивак
- Сценарист: Евгений Оноприенко
- Оператор: Геннадий Энгстрем
- Художники: Пётр Максименко, Николай Поштаренко
- Звукорежиссёр: Анатолий Ковтун
- Композитор: Вадим Храпачёв